# Mine de Sotiel-Migollas
 (mars 2025).
La mine de Sotiel-Migollas est une mine souterraine d'argent et de cuivre située près de Calañas en Espagne. Elle a fonctionné de 1984 à 2002.